# Kohautia coccinea
Kohautia coccinea là một loài thực vật có hoa trong họ Thiến thảo. Loài này được Royle mô tả khoa học đầu tiên năm 1839.